# Tour de Blida
El Tour de Blida es una carrera ciclista argelina. Creada en 2013, se disputa después del Tour de Argelia. Esta carrera forma parte desde su creación del UCI Africa Tour, en categoría 2.2.

## Palmarés
| Año  | Ganador                 | Segundo            | Tercero           |
| ---- | ----------------------- | ------------------ | ----------------- |
| 2013 | Hichem Chaabane         | Víctor de la Parte | Tino Zaballa      |
| 2014 | Amanuel Ghebreigzabhier | Azzedine Lagab     | Bereket Yemane    |
| 2015 | Mekseb Debesay          | Adil Barbari       | Janvier Hadi      |
| 2016 | Luca Wackermann         | Joseph Areruya     | Essaïd Abelouache |

## Palmarés por países
| País    | Victorias |
| ------- | --------- |
| Eritrea | 2         |
| Argelia | 1         |
| Italia  | 1         |